# Bandera de Haití
La bandera de Haití fue adoptada el 25 de febrero de 1986, pero su diseño se remonta a principios del siglo XIX. Es una bandera compuesta por dos franjas horizontales, del mismo tamaño, de color azul (la superior) y rojo (la inferior). En el centro de la misma figura, dentro de un rectángulo de color blanco, el escudo nacional. La bandera de uso civil carece de escudo. 
La bandera fue creada durante la rebelión contra los franceses. Los rebeldes tomaron la bandera tricolor francesa y le quitaron la franja blanca del centro, en señal de que habían expulsado a los blancos, apareciendo así la bandera haitiana.
Durante los Juegos Olímpicos de 1936 se observó que la bandera de Haití era igual a la bandera de Liechtenstein, razón por la cual esta última agregó la imagen de una corona en su parte superior izquierda.
Entre 1964 y 1986, periodo de dictadura de la familia Duvalier, la bandera fue modificada por un diseño de colores verticales negro y rojo, conservando el escudo nacional en el centro.

## Banderas históricas

Bandera de Saint-Domingue (1791-1798)
Bandera usada por los rebeldes haitianos durante la Revolución haitiana (1803-1805)
Bandera del Primer Imperio de Haití (1804-1806)
Bandera del Estado de Haití (1806-1811)
Bandera de la República de Haití (1806-1820, 1820-1849)
Bandera del Reino de Haití (1811-1814)
Bandera del Reino de Haití (1814-1820)
Bandera de Haití (1822-1843)
Bandera de Haití (1843-1844)
Bandera del Segundo Imperio de Haití (1849-1859)
Bandera de Haití (1859-1964)
Bandera del Reino de Haití (1811-1814). Bandera de 1964 a 1986, bajo la dictadura de los Duvalier.
Bandera civil de Haití (1964-1986)
Bandera durante la ocupación estadounidense de Haití (1915-1934)

## Banderas similares

Bandera de Liechtenstein

- Datos: Q102987
- Multimedia: Flags of Haiti / Q102987